# Maison Kichenin
La maison Kichenin est une maison remarquable de l'île de La Réunion, département et région d'outre-mer français dans le sud-ouest de l'océan Indien. Située dans le centre-ville de Saint-Denis au numéro 42 de la rue La Bourdonnais, elle est inscrite à l'inventaire supplémentaire des Monuments historiques depuis le 28 décembre 1984,.